# Ticinosuchus
Ticinosuchus ferox
Genre
Espèce
Ticinosuchus est un genre éteint de « reptiles » archosauriens fossiles qui a vécu au Trias moyen en Suisse et en Italie. Une seule espèce est connue : Ticinosuchus ferox.

## Description

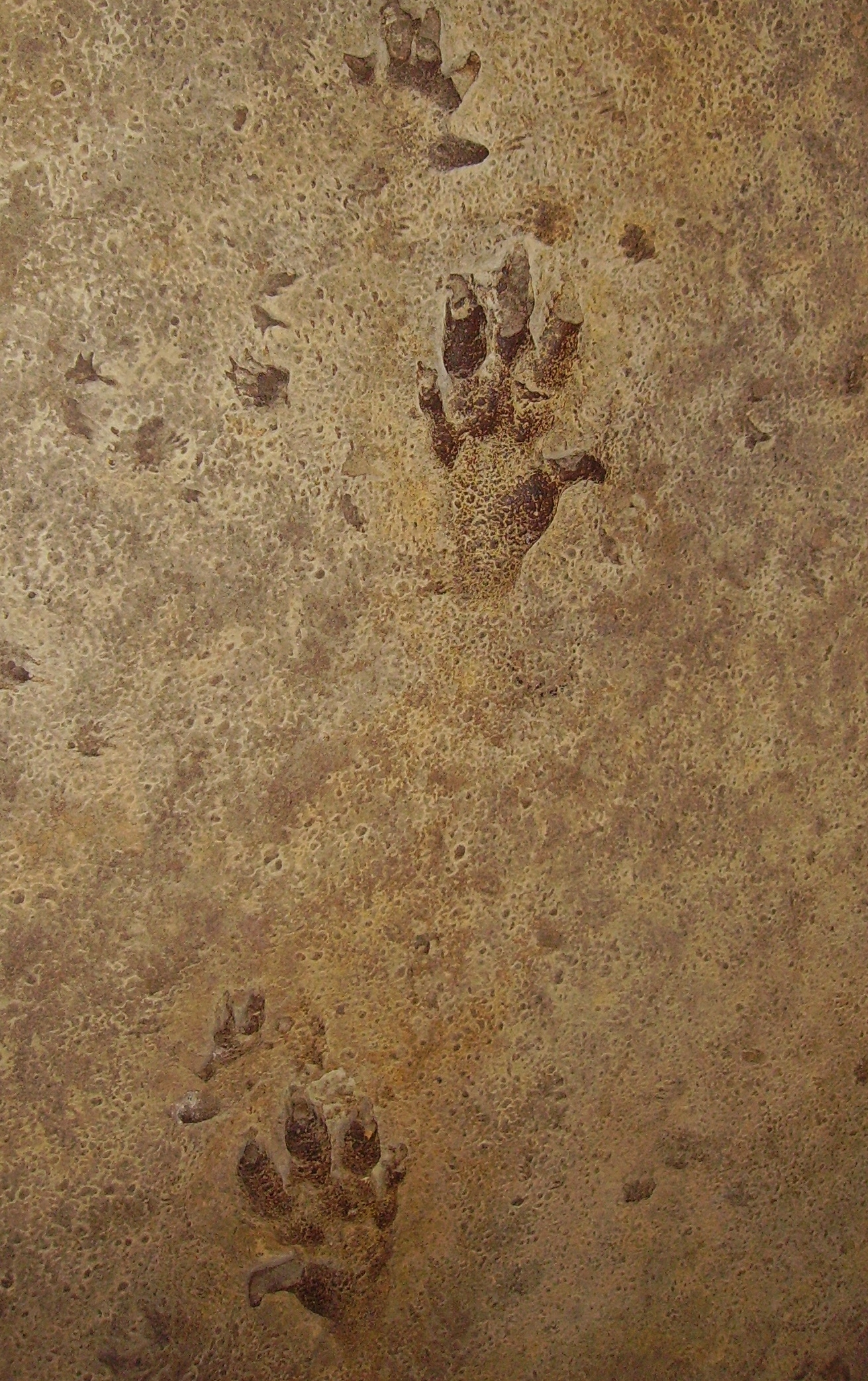
Empreintes de pas Cheirotherium pouvant être celles d'un Ticinosuchus (Musée d'histoire naturelle de l'université d'Oxford).

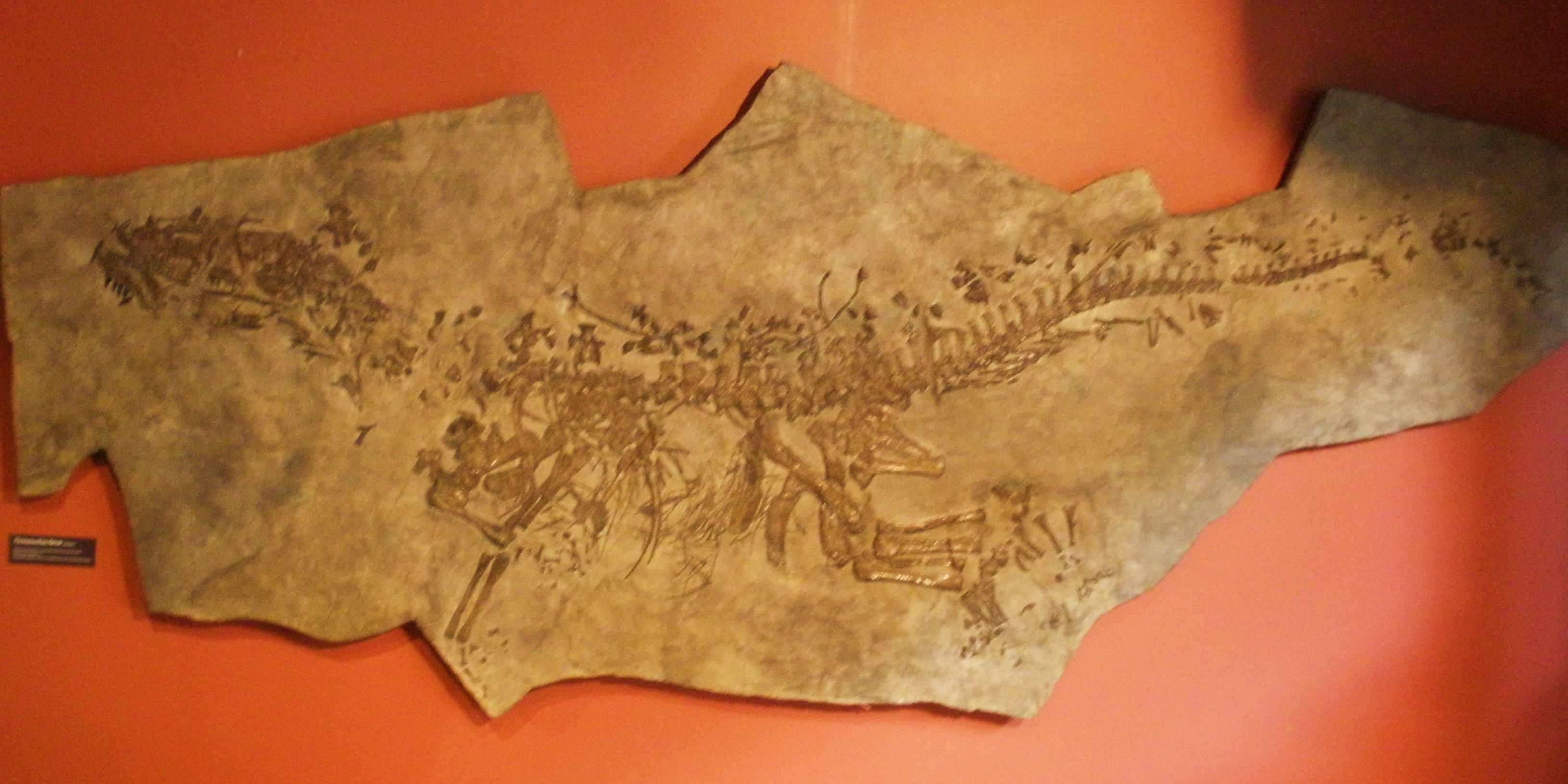
Squelette de Ticinosuchus ferox.

Son corps était entièrement recouvert de plaques appelées scutelles qui formaient un véritable armure. Sa denture était celle d'un carnivore. Ses pattes étaient placées sous le corps et étaient presque verticales et il possédait un calcaneum développé. Cela laisse supposer que Ticinosuchus était un coureur rapide et un chasseur efficace, pas si « reptilien » que cela. Ticinosuchus ferox mesurait environ trois mètres de long.
Les traces de pas fossiles à faible écartement latéral décrites en Allemagne sous le nom de Cheirotherium pourraient correspondre aux empreintes des pattes d'un Ticinosuchus.

## Étymologie
Son nom fait référence à la rivière Ticino près de laquelle ses restes ont été retrouvés en Suisse méridionale.